# Tesch-Tunnel
Der Tesch-Tunnel (auch Tunnel Tesche) ist ein 523 m langer stillgelegter und denkmalgeschützter Eisenbahntunnel in Wuppertal. Sein Name bezieht sich auf die Flurbezeichnung Tesche, welche in der in schriftlichen Erwähnungen gebräuchlichen zusammengesetzten Bezeichnung durch Apokope verkürzt wird. Er befindet sich auf der Strecke der 1879 eröffneten und mittlerweile stillgelegten „Wuppertaler Nordbahn“ zwischen dem Bahnhof Dornap-Hahnenfurth und dem Haltepunkt Wuppertal-Lüntenbeck. Er ist einer von sieben Tunneln auf dem Streckenabschnitt zwischen Mettmann und dem Bahnhof Gevelsberg West. Eine Nachnutzung, wie sie die anderen Tunnel auf dieser Strecke durch die Nordbahntrasse erfahren, wurde beim Tesch-Tunnel verhindert, obwohl dadurch ein direkter Anschluss an den Panoramaradweg Niederbergbahn hätte hergestellt werden können, weil er geschützten Fledermaus-Arten als Winterquartier dient. Die Portale wurden entsprechend gesichert.
Der Tunnel wurde in den Jahren 1877–79 nach Plänen des Baurats Alexander Menne errichtet, beide Portale sind seit 1992 als Baudenkmal geschützt. Während das östliche Tunnelportal einfach treppenförmig aus Bruchstein gemauert ist, wurde das trapezförmige, an altägyptische Vorbilder erinnernde Westportal aufwändiger gestaltet. Ein rechteckiger Wandrücksprung zwischen dem Stützbogen und dem umgebenden Gesims wird von einem Bogenfries ausgefüllt.

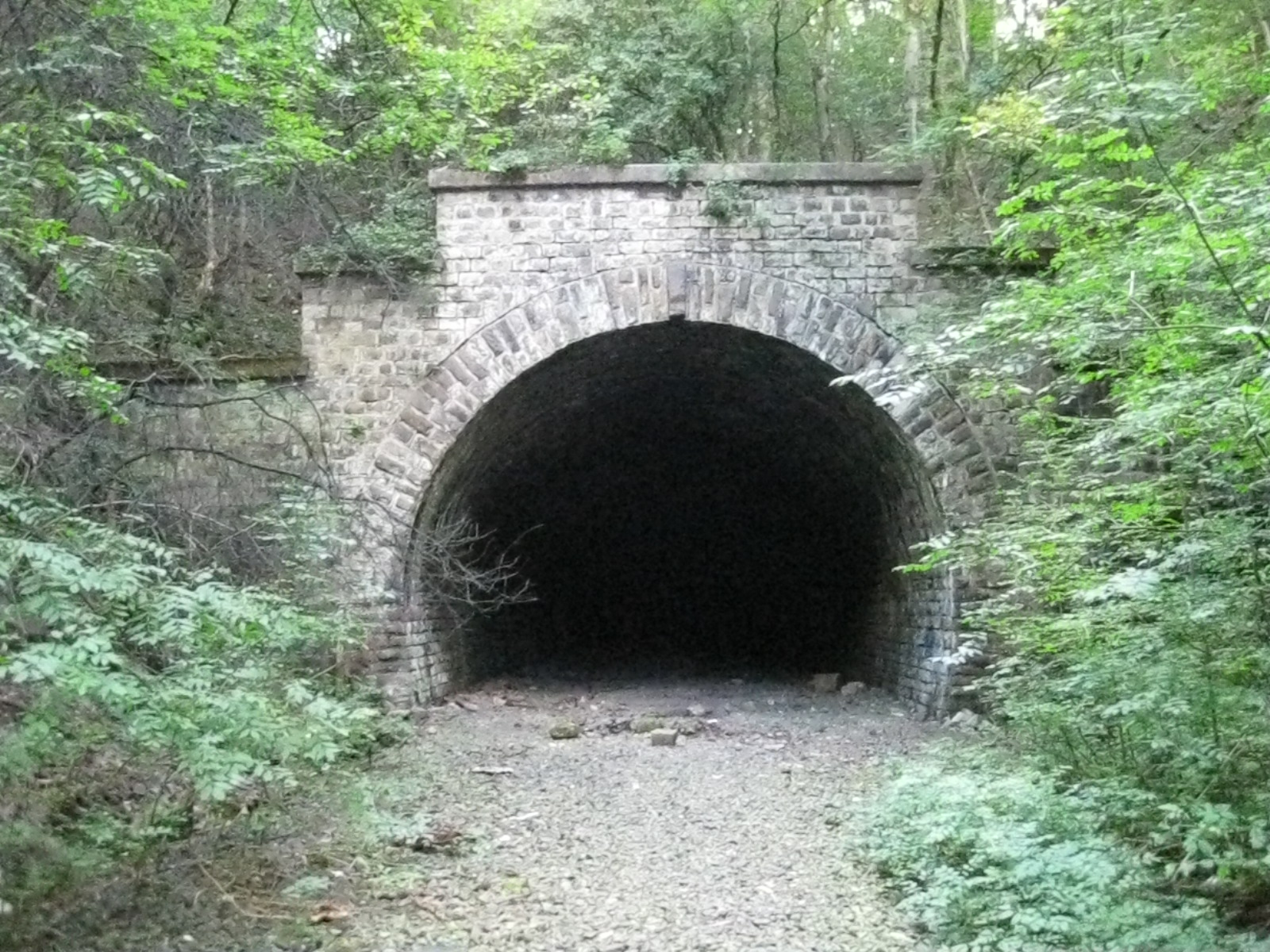
Ostportal (2008)
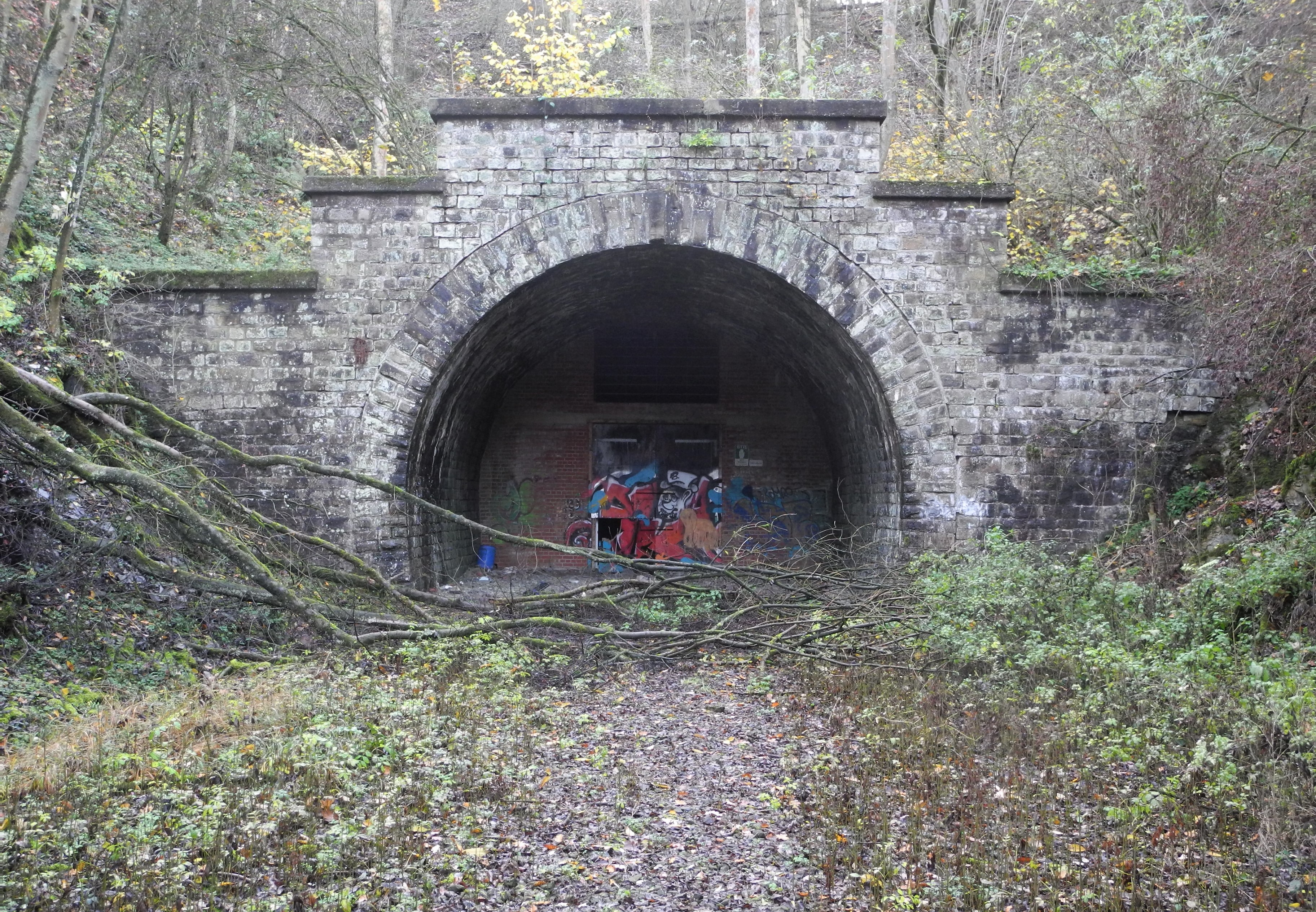
Ostportal (2018)